# Nabihah Iqbal
Nabihah Iqbal, nota anche con lo pseudonimo di Throwing Shade (Londra, 22 aprile 1988), è una musicista e cantante britannica.

## Primi anni
Iqbal è nata da una famiglia di anglo-pakistani a Londra; suo fratello Haseeb è un poeta, e sua sorella Shahir è una fotografa. Professionista del diritto, ha studiato alla School of Oriental and African Studies e all'Università di Cambridge. Iniziò la sua carriera da musicista pubblicando con lo pseudonimo Throwing Shade nel 2013 e producendo contributi vocali per alcuni brani di Sophie tra cui Lemonade; in occasione della pubblicazione dell'album Weighing of the Heart ha abbandonato lo pseudonimo iniziando a usare il suo nome di battesimo.

## Carriera
Iniziò a produrre progetti musicali mentre lavorava come avvocato specializzato in diritti umani; nel periodo delle sue prime pubblicazioni sotto lo pseudonimo Throwing Shade iniziò la conduzione di un programma radiofonico sulla web radio britannica NTS. Il suo stile agli esordi consisteva in una commistione tra musica sperimentale ed elettronica dancefloor, e in quel periodo produsse contributi vocali per la sua amica Sophie, tra i primi esponenti del sottogenere Hyperpop.
Nel 2017 iniziò a pubblicare usando il suo nome di battesimo e passando contestualmente a uno stile più orientato al canto e all'uso della chitarra. Il suo album di debutto, 'Weighing of the Heart', trae ispirazione dai lavori dei poeti William Blake e Matthew Arnold ed è stato pubblicato dall'etichetta indipendente britannica Ninja Tune, ricevendo critiche generalmente favorevoli.
Il secondo album 'Dreamer', pubblicato nel 2023, mostra influenze dream pop, shoegaze, post punk e dance; durante la lavorazione del disco Iqbal subì un furto nel suo studio di registrazione che rallentò la pubblicazione ma che influì anche sulle sonorità dell'album, che l'artista aveva inizialmente impostato con un'impronta più lenta, ambient e riflessiva.
Durante la pandemia di COVID-19, rimasta bloccata Pakistan durante una visita alla sua famiglia, iniziò una webserie documentando la flora locale.

## Vita privata
Iqbal è sposata con lo stilista britannico Nicholas Daley dal 20 agosto 2022.

## Discografia

### Album in studio
- Weighing of the Heart (2017)
- Dreamer (2023)

### EP
- 19 Jewels (2014)
- Fate Xclusive (2015)
- House of Silk (2016)

### Singoli
- "Mystic Places / Lights" (2013)
- "Chancer" (2014)
- "Something More" (2017)
- "Eternal Passion / Zone 1 to 6000" (2017)
- "Is This Where It Ends" (2020)
- "Elvis" (2021)
- "This World Couldn't See Us" (2023)